# Театральные маски
Театральные маски — накладки с вырезами для глаз, скрывающие лица актёров, служившие наиболее удобным способом передавать характер ролей. Маски могли изображать как человеческие лица, так головы животных или мифических существ. Употреблялись в античном театре, скоморохами, в итальянской комедии дель арте, традиционных театрах Японии, Южной и Юго-Восточной Азии и других. Изготавливались из различных материалов.

## Античный период
Можно допустить, что маски применялись издревле в Египте и в Индии, но о них точных сведений не дошло. В Европе первые маски появились в Греции, при Вакховых празднествах. Суидас приписывает это изобретение поэту Харилу, современнику Феспия; он рассказывает также, будто Фриних впервые ввёл на сцене употребление женских масок, а Неофон Сикионский придумал характерную маску для воспроизведения раба-педагога. Гораций ставит изобретение театральных масок в заслугу Эсхилу. Аристотель в своей «Поэтике» (глава V) утверждает, что в его время предания о введении масок в театральный обиход терялись во мраке давно прошедшего.
Маски преследовали двоякую цель: во-первых, они придавали определённую физиономию каждой роли, во-вторых — усиливали звук голоса, а это было чрезвычайно важно при представлениях на обширных амфитеатрах, под открытым небом, перед лицом многотысячной толпы. Игра физиономии была совершенно немыслима на сцене таких размеров. У масок уста были приоткрыты, глазные впадины резко углублялись, все наиболее характерные черты данного типа подчеркивались, а краски налагались ярко. Первоначально маски выделывались из лубка, впоследствии — из кожи и воска. У рта маски обыкновенно отделывались металлом, а иногда сплошь подкладывались изнутри медью или серебром — для усиления резонанса, в устах же у маски помещался рупор (поэтому римляне обозначали маску словом persona, от personare — «звучать»).

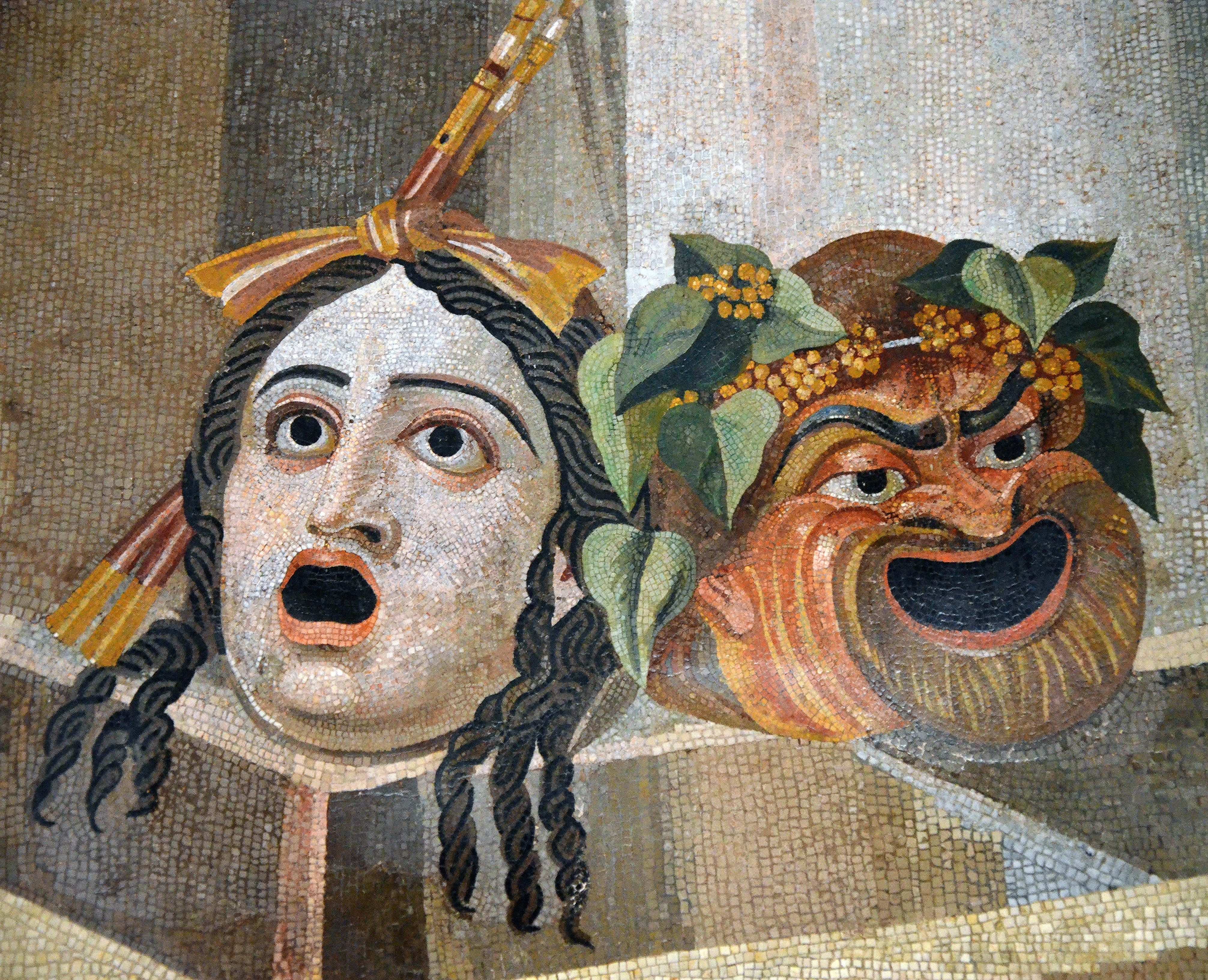
Античные маски трагедии и комедии. Римская мозаика. II век

Маски подразделялись на целый ряд неизменных категорий: 1) стариков, 2) молодых людей, 3) рабов, 4) женщин, весьма многочисленных типов. Независимо от масок для ролей простых смертных существовали ещё маски для героев, божеств и тому подобных, с условными атрибутами (у Актеона, например, оленьи рога, Аргуса — сто глаз, Дианы — полумесяц, Эвменид — 3 змеи и так далее). Особые наименованы носили маски, воспроизводившие тени, видения и тому подобное — Gorgoneia, Mormolucheia и тому подобное. Наряду с масками божеств общераспространены были маски исторические — prosopeia; они изображали черты известных личностей, умерших и живых и служили главным образом для трагедий и комедий из современного быта, вроде «Облаков» Аристофана или «Взятия Милета» Фриниха; для комедии «Всадники», однако, мастера отказались изготовить маски с изображением Клеона. Сатирические маски употреблялись для воспроизведения мифологических чудищ, циклопов, сатиров, фавнов и так далее. Были ещё маски оркестрические — они надевались танцовщиками, а так как последние помещались на сцене всего ближе к зрителям, то и маски для них выписывались менее резко и отделывались более тщательно. Для воспроизведения персонажей, у которых резко менялось душевное настроение во время действия, введены были маски, на одном профиле выражавшие, например, горе, ужас и тому подобное, тогда как другой профиль обозначал радость, удовлетворение; актёр поворачивался к зрителям то одной, то другой стороной маски.
Из Греции маски перешли в римский театр и удержались на сцене до падения Римской империи. По свидетельству Цицерона, актёр Росций играл без маски, причём с полным успехом, но пример этот почти не находил подражателей. Если актёр возбуждал неудовольствие зрителей, его заставляли снять на сцене маску и, закидав яблоками, фигами и орехами, прогоняли со сцены.
Употребление масок не ограничивалось одним театром. В погребальных церемониях у римлян принимал участие Архимин, который, надев на себя маску, воспроизводящую черты усопшего, разыгрывал и добрые, и злые деяния покойного, представляя мимически нечто вроде надгробного слова. Солдаты иногда устраивали под масками комические шествия, как бы окружая фиктивную триумфальную колесницу в насмешку над военачальниками, им ненавистным.

## Европа Средних веков
Употребление театральных масок перешло в Италию для театральных пантомим и так называемой итальянской комедии (Comedia dell’Arte). Так, маска полишинеля — весьма древняя и ведёт начало от ателланских игр; к ней у углов рта первоначально прикреплялись бубенчики. С XVI века эта маска, видоизменённая, переходит во Францию вместе с характерными масками, обозначавшими типы матаморов, лакеев и так далее.
Во Франции в Средние века — например, при процессионном шествии в празднество Лиса — употреблялись маски, и подобным переодеванием не брезгал даже Филипп Красивый. При годовых празднествах в честь шутов, происходивших в церквах, были в ходу маски, отличавшиеся безобразием; руанский синод, воспретивший эту потеху в 1445 году, упоминает о личинах чудищ и звериных харях.
В области частного быта употребление масок возникло в Венеции и практиковалось во время карнавала; во Франции оно имело место при въезде Изабеллы Баварской в Париж и празднествах по поводу её бракосочетания с Карлом VI (1385). При Франциске I мода на венецианские маски (loup) из чёрного бархата или шёлка настолько привилась, что маска составляла необходимую почти принадлежность туалета. Безобразия, какие учинялись под покровом масок, побуждали Франциска I, Карла IX и Генриха III стеснять их употребление. В 1535 году парламентским эдиктом у торговцев конфискованы все маски и дальнейшее их приготовление воспрещено; в 1626 году два простолюдина были даже казнены за ношение масок во время карнавала; в знатной среде, однако, маски не выходили из обихода до самой Великой французской революции.
Так как в молодости Людовик XIV охотно принимал участие в придворных балетах, но во избежание нарушения этикета являлся замаскированным, то этот обычай распространился и на балетных танцовщиков вообще, которые с масками расстались лишь в 1772 году. В Италии в XVIII столетии и начале XIX маскировались все, не исключая священнослужителей, являвшихся под покровом масок деятельными участниками карнавала и усердными посетителями театров и концертов. Члены совета десяти, чиновники инквизиционных трибуналов, карбонарии и члены тайных обществ во всей Европе употребляли маски из вполне понятных побуждений; равным образом иногда и палач при исполнении своих обязанностей облекался в маску. Карл I английский был обезглавлен замаскированным палачом. В Риме некоторые монашеские ордена при погребениях облекались в странный костюм при маске.

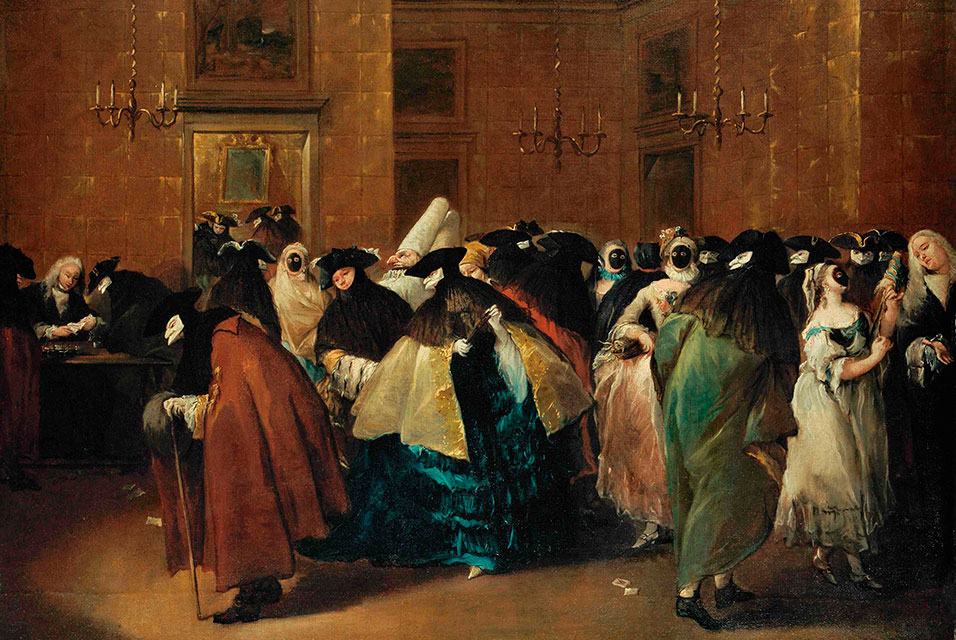
Ридотто в Палаццо Дандоло. Франческо Ладзаро Гварди, XVIII век

Во все времена и во всех странах маска, надеваемая на общественных празднествах, пользовалась неприкосновенностью и давала право на нетерпимую при других условиях фамильярность речи. Во Франции лицам, допущенным на бал под маской, обычай разрешал приглашать на танцы незамаскированных, будь то даже члены царствующего дома. Так, например, на одном из придворных балов у Людовика XIV, замаскированный паралитиком и обёрнутый в одеяло, висевшее безобразными лохмотьями и пропитанное камфарой, пригласил на танец герцогиню Бургундскую — и та, не считая возможным нарушить обычай, пошла танцевать с отвратительным незнакомцем.
К концу XIX века маски на Западе употреблялись почти исключительно во время карнавала. Во Франции обычай этот регулировался ордонансом 1835 года. Замаскированным воспрещалось носить оружие и палки, рядиться в неприличные костюмы, наносить прохожим оскорбления или держать вызывающие и непристойные речи; по приглашению полицейской власти замаскированный немедленно должен был отправиться в ближайший участок для удостоверения личности, а нарушители закона направлялись в полицейскую префектуру. Совершение проступков и преступлений под масками преследовалось в обычном порядке, но самый факт замаскирования здесь рассматривался как обстоятельство, усиливающее вину.

## Настоящее время

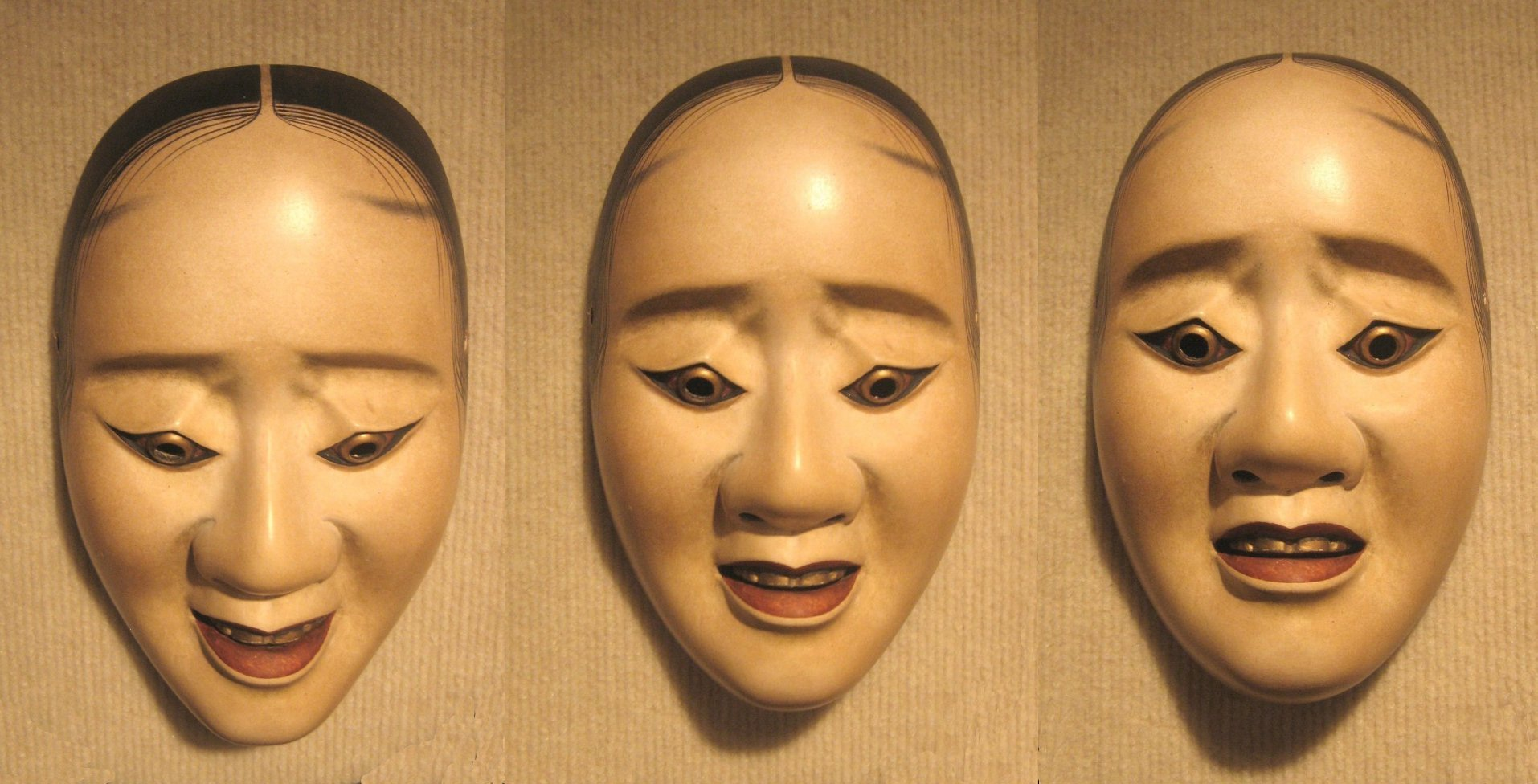
Японский театр Но

Несмотря на то, что в Европе маски начали выходить из употребления уже в XVII веке, они изредка применялись и в театральных постановках XX века.
Театральные маски имели также распространение в традиционных азиатских театрах (Раслила и Рамлила в Индии, театр Топенг в Индонезии, театр Но в Японии). К XX веку часто заменяясь маскообразным гримом (Катхакали в Индии, Кабуки в Японии).